# 1089 Tama
Az 1089 Tama (ideiglenes jelöléssel 1927 WB) a Naprendszer kisbolygóövében található aszteroida. Okuro Oikawa fedezte fel 1927. november 17-én.